# Crangonyx pseudogracilis
Crangonyx pseudogracilis är en kräftdjursart som beskrevs av Edward Lloyd Bousfield 1958. Crangonyx pseudogracilis ingår i släktet Crangonyx och familjen Crangonyctidae. Inga underarter finns listade i Catalogue of Life.